# Горынинская
Горынинская — упразднённая деревня в Верховажском районе Вологодской области России.

## География
Урочище находится в северной части области, в подзоне средней тайги, в пределах южной части Важско-Кулойской низины, на правом берегу реки Ваги, на расстоянии примерно 1 километра (по прямой) к северо-востоку от села Верховажье, административного центра района.

### Климат
Климат характеризуется как умеренно континентальный. Среднегодовая температура воздуха — +1,8 °C. Абсолютный минимум температуры воздуха составляет −46 °C; абсолютный максимум — +37 °C. Безморозный период длится 110—115 дней. Среднегодовое количество атмосферных осадков составляет 637 мм. В течение года преобладают ветра юго-западного направления.

## История
В «Списке населенных мест Вологодской губернии по сведениям 1859 года» населённый пункт упомянут как удельная деревня Горынинское (Паршаково) Вельского уезда, расположенная в 42 верстах от уездного города. В деревне имелся 1 двор и проживало 8 человек (4 мужчина и 4 женщина). В 1881 году входила в состав Верховской волости.
По данным 1909 года, в деревне имелось 3 хозяйства и проживало 20 человек (8 мужчин и 12 женщин).
В 1940 году входила в состав Верховажского сельсовета Верховажского района. Упразднена не позднее 1973 года.